# Бонифатије Тарски
Бонифатије Тарски је хришћански светитељ и мученик.

Бонифатије је најпре био слуга код богате и развратне жене Аглаиде у Риму, и имаше са њом је био у незаконитој вези. Обоје су били незнабошци. Једном је Аглаида пожелела да има у кући мошти као неку амајлију, која брани од зла. Па је послала свога слугу у Азију, да јој нађе и купи мошти. Бонифатије је узео са собом неколико робова и доста злата и при растанку је кроз шалу рекао: 
А шта ће бити, госпођо, ако ја не нађем никакво тело мученика, па теби донесу моје тело за Христа намучено, да ли ћеш га примити с чашћу?
 Аглаида се насмејала и назвала га пијаницом и грешником. Када је дошао у град Тарс Бонифатије је видео многе хришћане на мукама: једнима одсечене ноге, другима руке, трећима очи избодене, четврте на вешалима... Бонифатију се тада променио и покајао. Тада је међу хришћанским мученицима узвикнуо: „И ја сам хришћанин“. Судија га је осудио на муке, наредио да га шибају, а потом да му сипају врело олово у уста. Према хришћанској традицији олово му није наудило, тако да су му мачем одсекли главу. Робови су узели тело и пренели у Рим. Тада се према хришћанској традицији анђео Божји јавио Аглаиди и рекао: 
Прими онога који негда беше слуга твој, а сад је наш брат и саслужитељ; он је чувар душе твоје и заштитник живота твога.
 Аглаидаму је након тога саградила цркву и у њу сахранила мошти мученикове. Потом се и она покајала и раздала имање сиромашнима. Свети Бонифатије је убијен 290. године.
Српска православна црква слави га 19. децембра по црквеном, а 1. јануара по грегоријанском календару.
Римокатоличка црква га је у свој календар уврстила у 12. веку, али је 1969. године уклоњен из њега.